# 博多駅南
博多駅南（はかたえきみなみ）は、福岡市博多区の地名。現行の行政地名は博多駅南一丁目から六丁目まで。面積は100.97ヘクタール。2023年3月末現在の人口は18,034人。郵便番号は812-0016。

## 地理
福岡市の都心とされる中央区天神の東南東約3キロメートル、博多区のやや北西側に位置する。北で筑紫通りを挟んで博多駅中央街と、北東で筑紫通りを挟んで博多駅東、比恵町及び山王（）と、南東で那珂緑道を挟んで東光寺町（）と、南で竹下と、南西でJR鹿児島本線（高架）を挟んで美野島と、西で鹿児島本線を挟んで博多駅前と隣接する。博多駅中央街の南側から竹下まで南北に細長く広がる地域であり、南北で土地利用の状況に大きな違いがある。北端の部分は地域の核となっている博多駅の南側に面していることから、オフィス街、商業地として発展している。

### 都市計画
博多駅南の北端部を含む博多駅周辺地区の都市計画における位置づけについては、2012年（平成24年）12月21日に策定された『第9次福岡市基本計画』の「都市空間構想図」において、「都心部」に含まれている。都心部のなかでも特に天神・渡辺通地区、博多駅周辺地区、ウォーターフロント地区（博多ふ頭及び中央ふ頭）の3地区が都心部の核とされており、これらについてそれぞれの都市機能を高めるとともに、回遊性の向上を図り、地区間相互の連携を高めるとされている。2014年（平成26年）5月策定の『福岡市都市計画マスタープラン』においては、都心核としての博多駅周辺地区は西日本の中枢となる業務が集まる核として、商業機能や文化機能が充実し、回遊性が高いまちが将来像とされており、交通結節機能の強化などがまちづくりの視点とされている。この都心核に接する博多駅南のほかの地区については、交通ネットワークとして都市の骨格となる百年橋通りの沿道や幹線道路である筑紫通、竹下通り及びきよみ通りの沿道は、商業、業務、サービス施設や中高層住宅などが連続した「都市軸」や「沿道軸」に位置付けられている。博多駅南のうち百年橋通りの北西側に当たる一丁目及び二丁目は、都心機能を補完する業務施設、商業施設と中高層住宅が集積した職住近接の複合型のまちとして「都心核周辺ゾーン」に位置付けられ、百年橋通りの南東側に当たる三丁目は、住宅を中心に都心機能を支援する業務施設・商業施設が共存する「複合市街地ゾーン」に位置付けられ、さらに南側の四丁目から六丁目までは、工場、倉庫、事業所などの工業系の施設と住宅が立地するまちとして「住工共存ゾーン」に位置付けられている。用途地域については、博多駅一丁目から三丁目までの全て、四丁目のうち筑紫通りの道路境界線から概ね50メートルの範囲及び五丁目のうち竹下通りの道路境界線から概ね30メートルの範囲が商業地域に、これ以外の地域が準工業地域に指定されている。

## 歴史

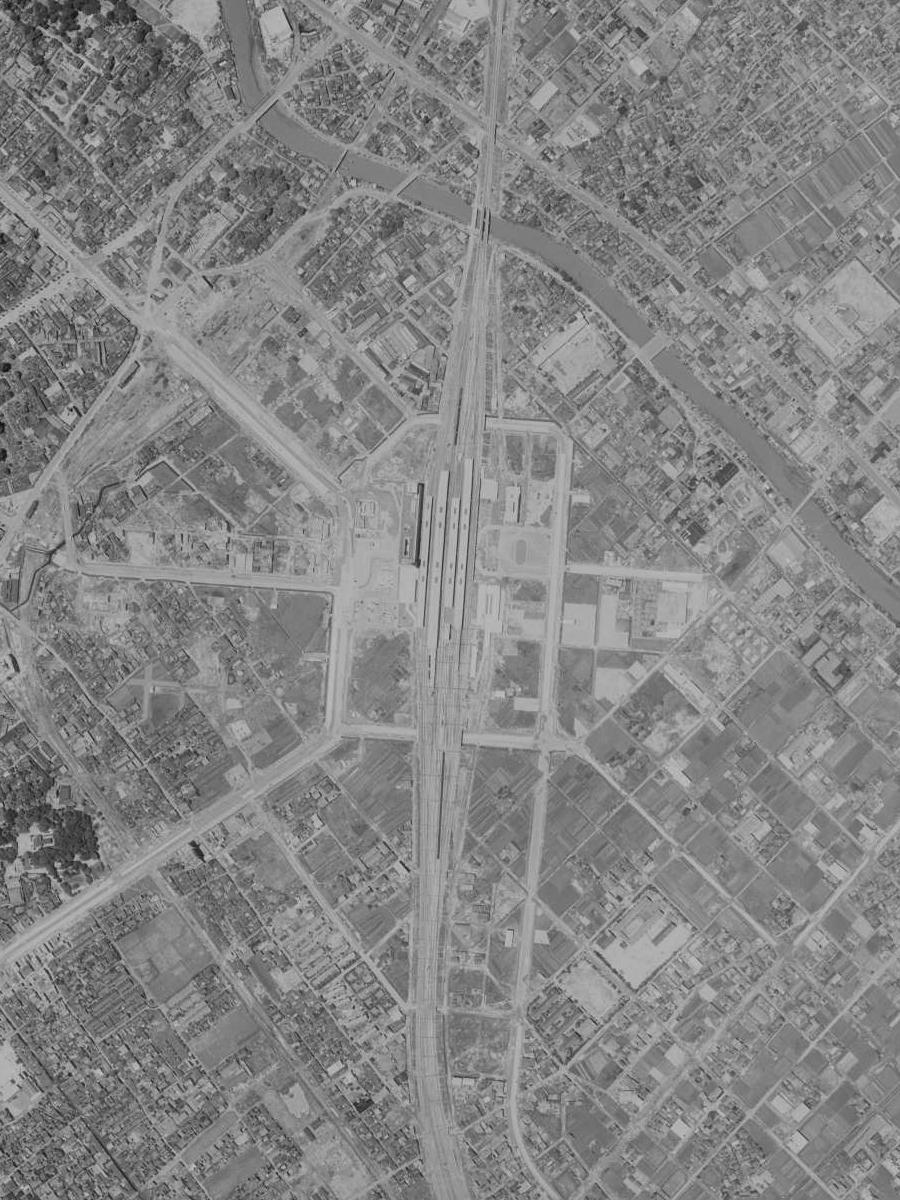
1964年撮影の博多駅周辺の航空写真。博多駅（中央）の右下一帯が現在の博多駅南。

1889年に開業した初代の博多駅は旧来の博多市街に接した場所（現在の出来町公園付近）に作られた。当時の鹿児島本線は西に向けて初代博多駅に入った後、現在の「博多駅前」の町境に沿うように南に急カーブを描いていた。「博多駅東」は当時の博多駅裏にあたり田畑が残っており、市街地化はあまり進んでいなかった。
ホームが2面しかなかった博多駅は第二次世界大戦前には旅客・貨物がさばききれなくなる限界を迎えており、戦後の復興でますます混雑が激しくなった。その解決のためにはもはや駅の移設しか手はないように思われた。国鉄は、鹿児島本線の急カーブをショートカットするように博多駅裏の田畑に新たな線路を通し、その真ん中に高架化した新駅を作ってホームも多数確保することとした。新駅の周囲の田畑には区画整理によって新市街が作られた。これが駅西側（博多口側）の「博多駅前」、および駅東側（筑紫口側）の「博多駅東」「博多駅南」である。

### 町域の変遷
現在の地名は、1969年（昭和44年）における住居表示の実施に伴う地名変更によって定められたものであり、その実施前後の地名は次表のとおりである。
| 住居表示実施後               | 実施年月日         | 住居表示実施前（各大字の一部） |
| ---------------------------- | ------------------ | --- |
| 博多駅南一丁目から三丁目まで | 1969年（昭和44年） | 花野町・宮島町・小林町・春住町・音羽町・東領1丁目〜3丁目・三社町・瑞穂町・山王町・宮下町・榊田町・扇町・大字犬飼・大字住吉・大字竹下 |
| 博多駅南四丁目から六丁目まで | 1971年（昭和46年） | 花野町・宮島町・小林町・春住町・音羽町・東領1丁目〜3丁目・三社町・瑞穂町・山王町・宮下町・榊田町・扇町・大字犬飼・大字住吉・大字竹下 |

## 人口
博多駅南一丁目から六丁目までの人口の推移を福岡市の住民基本台帳（公称町別）に基づき示す（単位：人）。集計時点は各年9月末現在である。
- 2001年（平成13年）：8,827
- 2002年（平成14年）：8,971
- 2003年（平成15年）：9,264
- 2004年（平成16年）：9,500
- 2005年（平成17年）：9,799
- 2006年（平成18年）：10,388
- 2007年（平成19年）：11,005
- 2008年（平成20年）：11,293
- 2009年（平成21年）：11,741
- 2010年（平成22年）：11,981
- 2011年（平成23年）：12,569
- 2012年（平成24年）：12,874
- 2013年（平成25年）：13,684
- 2014年（平成26年）：14,400
- 2015年（平成27年）：14,790
- 2016年（平成28年）：15,338
- 2017年（平成29年）：16,030
- 2018年（平成30年）：16,734
- 2019年（令和元年）：17,156
- 2020年（令和2年）：17,465
- 2021年（令和3年）：17,554
- 2022年（令和4年）：17,832

## 主な施設

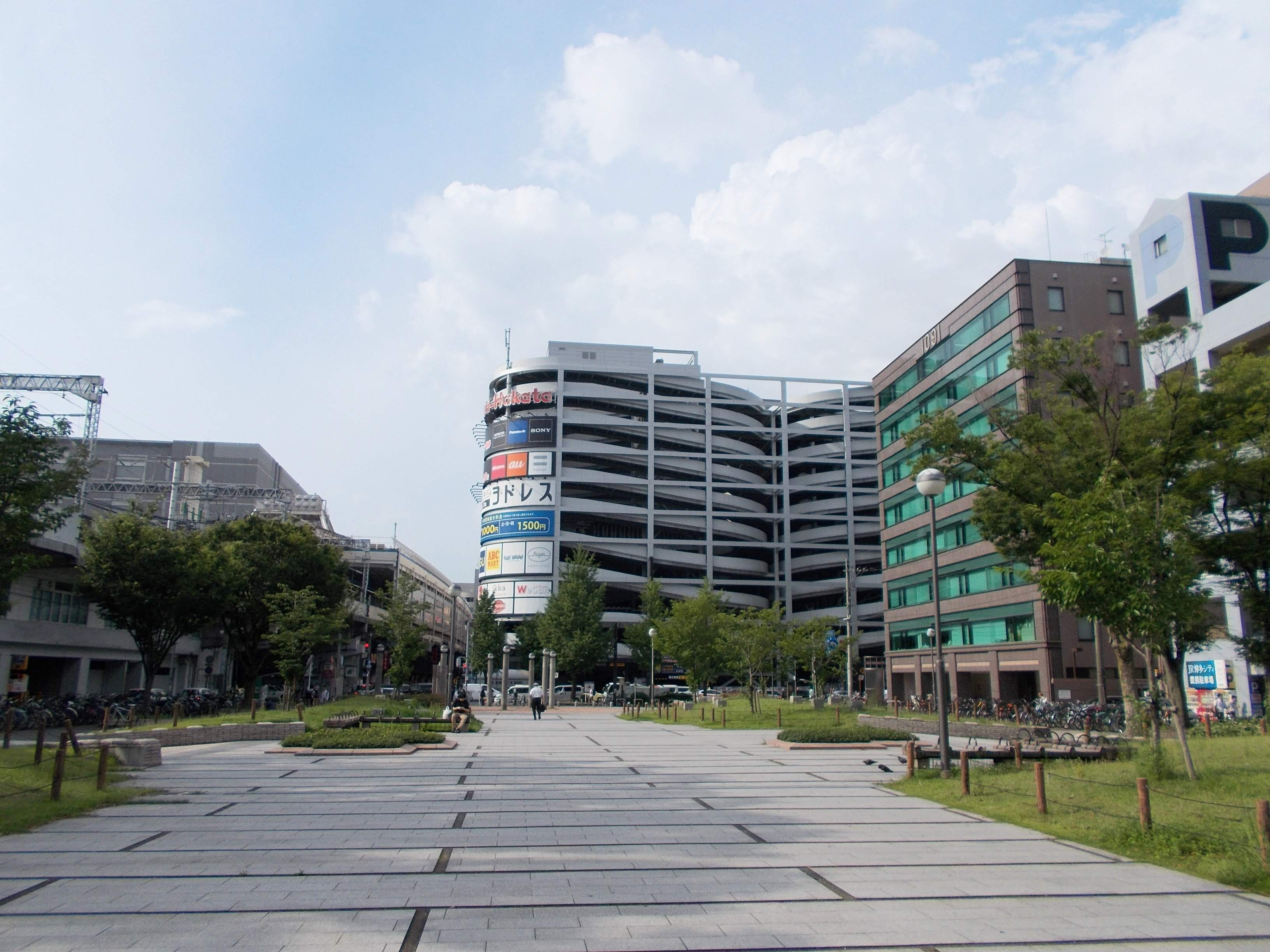
音羽公園（奥はヨドバシ博多）

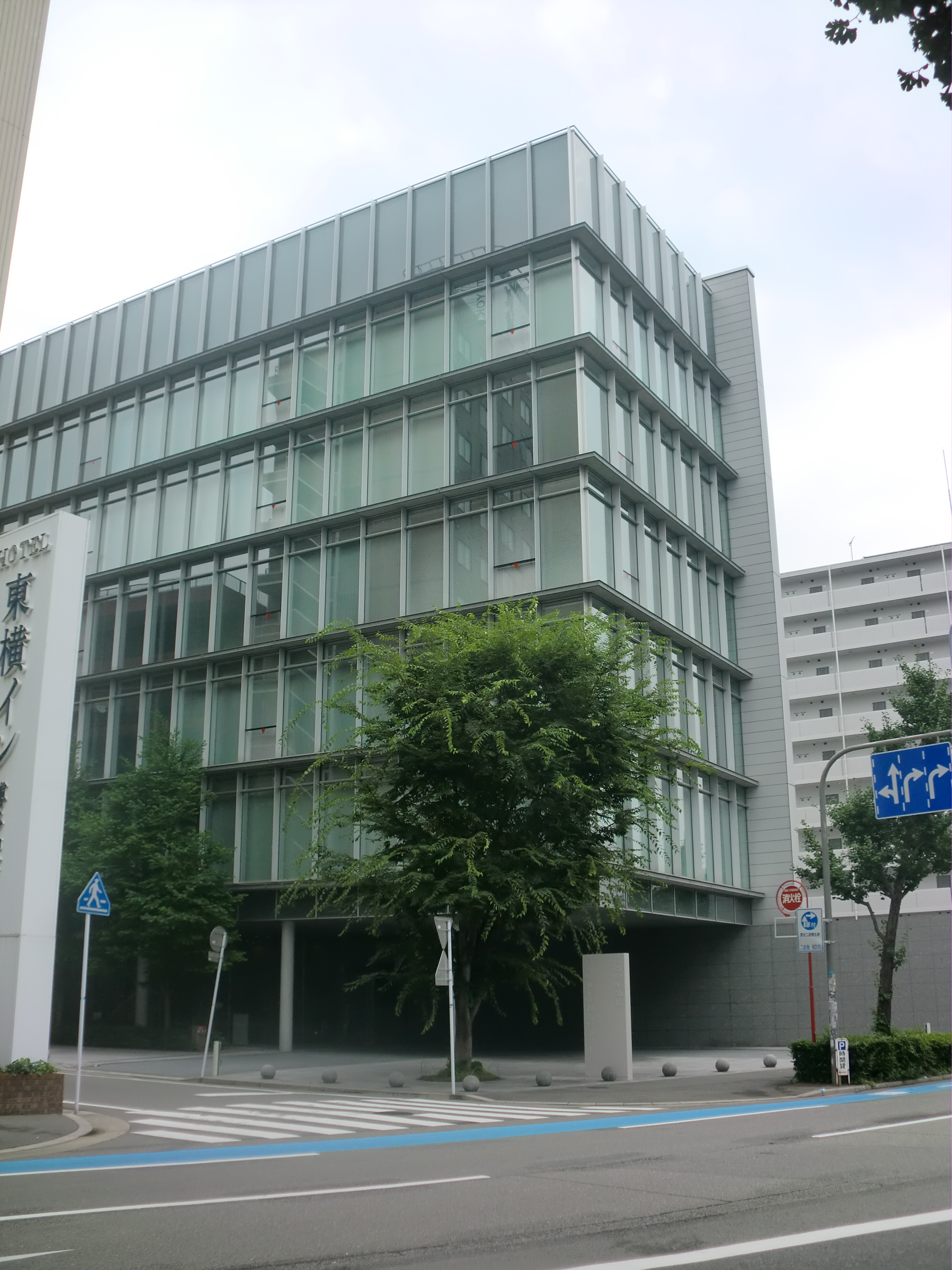
福岡メディカルセンター（福岡県医師会本部）

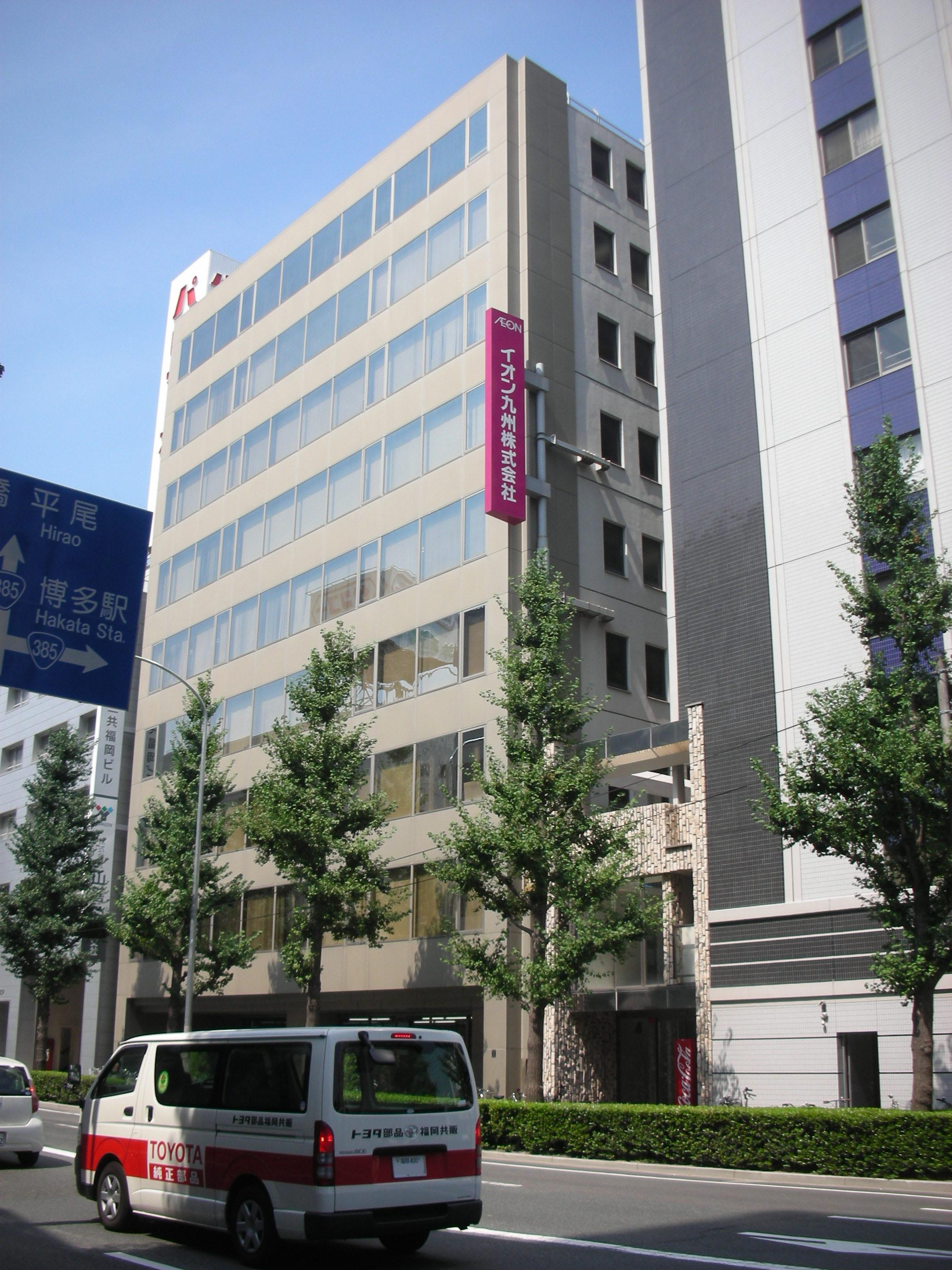
イオン九州本社

### 業務施設
- 福岡メディカルセンター（福岡県医師会本部）
- 九州北部税理士会本部[10]
- ウィズザスタイルフクオカ
- 福岡パナソニックビル
- 九州日立システムズ
- サミー福岡支店
- イオン九州本社
- 九州急行バス本社
- キュートーシステム本社
- サンコー本社
- ホシザキ北九本社
- 九鉄工業福岡本社
- 九大進学ゼミ本社
- 横浜幸銀信用組合福岡本部

### 公園・緑地等
- 音羽公園[注釈 4]
- 東住吉公園[注釈 5]
- 花野公園[注釈 6]
- 博多駅南公園[注釈 7]
- 春住中公園[注釈 8]
- 春住公園[注釈 9]
- 駅南六公園[注釈 10]
- 那珂緑道[注釈 11]

### 商業施設
- サニー駅南店
- マルショク駅南店

### 教育施設

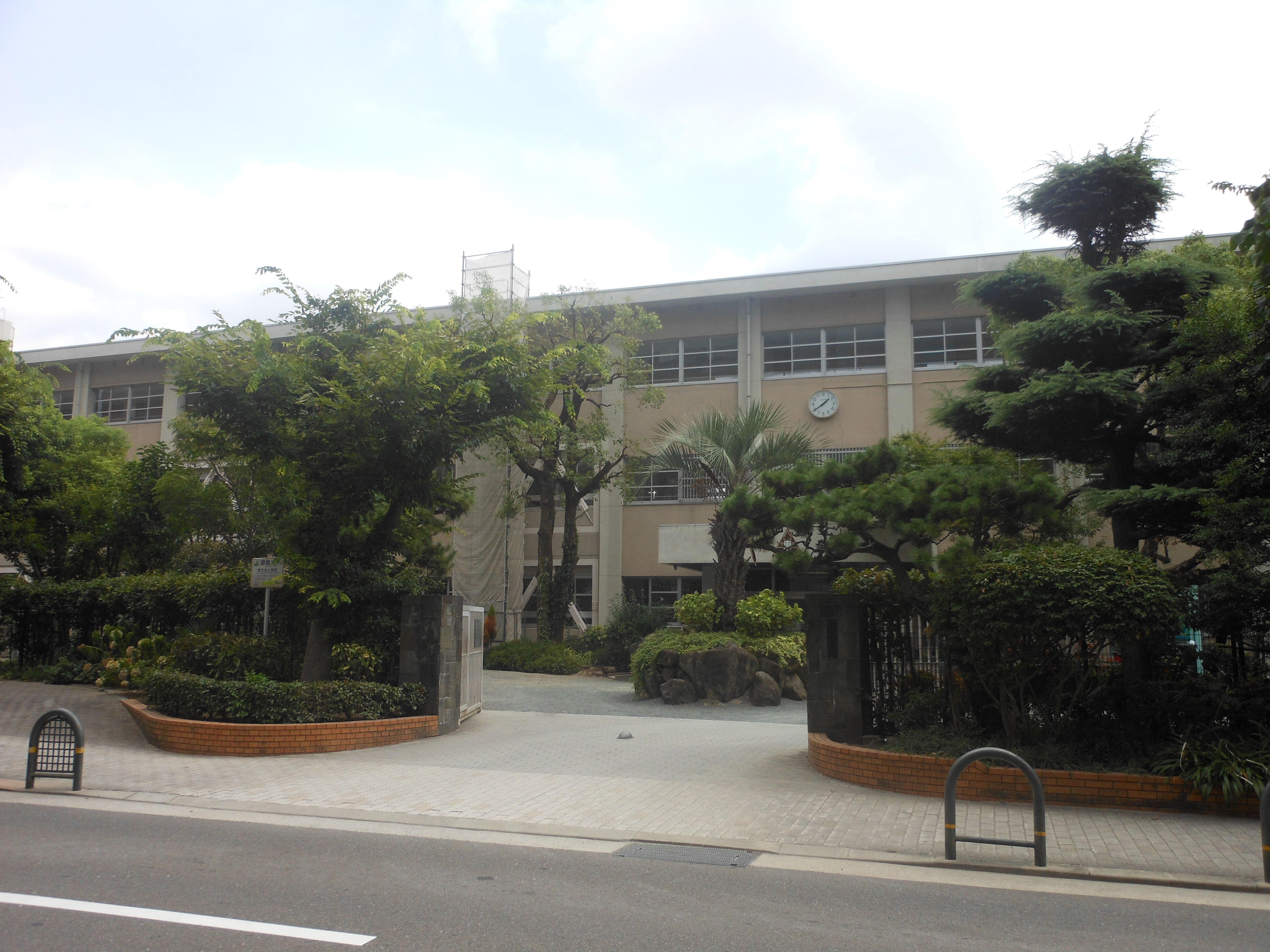
福岡市立東住吉小学校

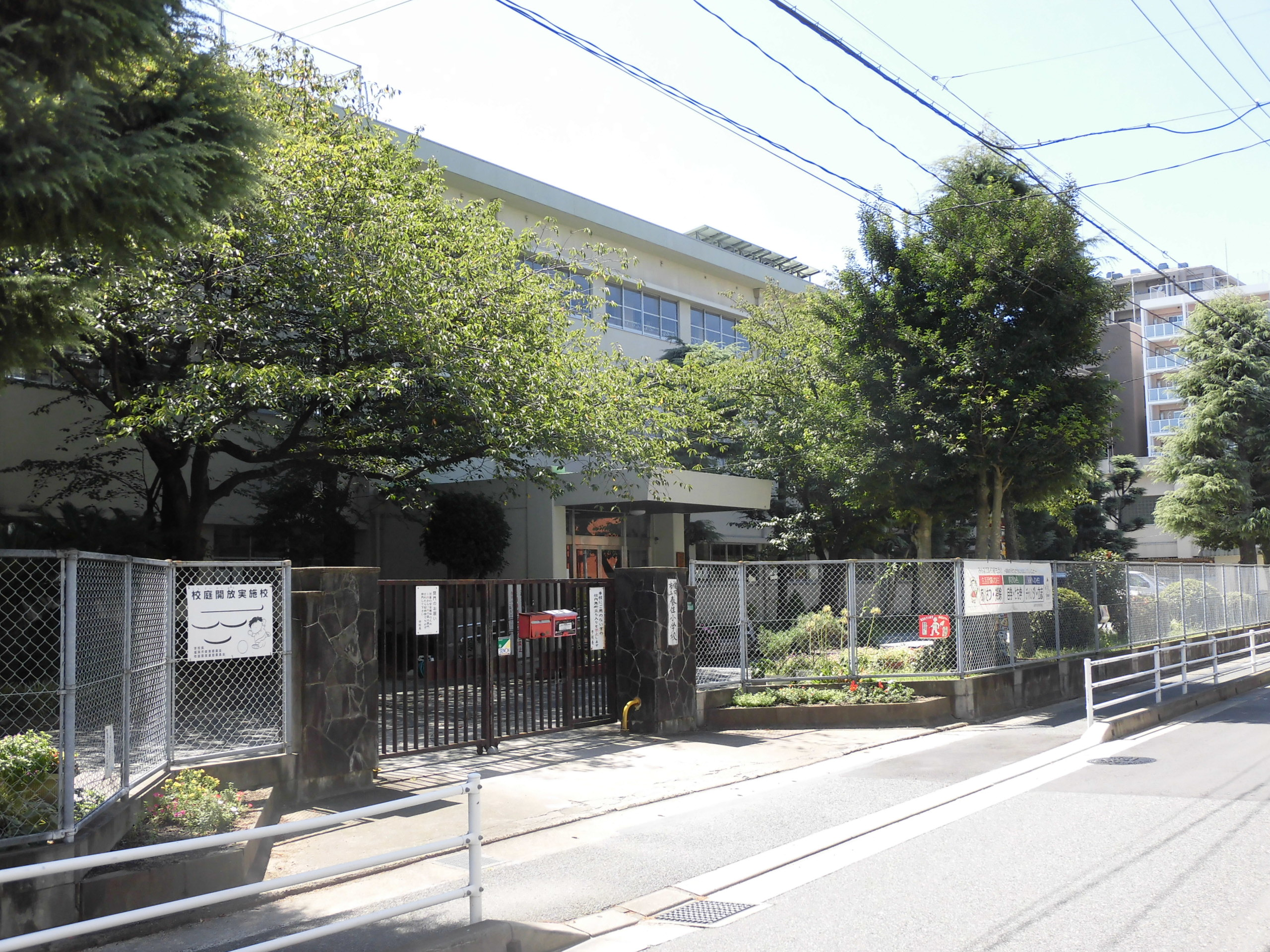
福岡市立春住小学校

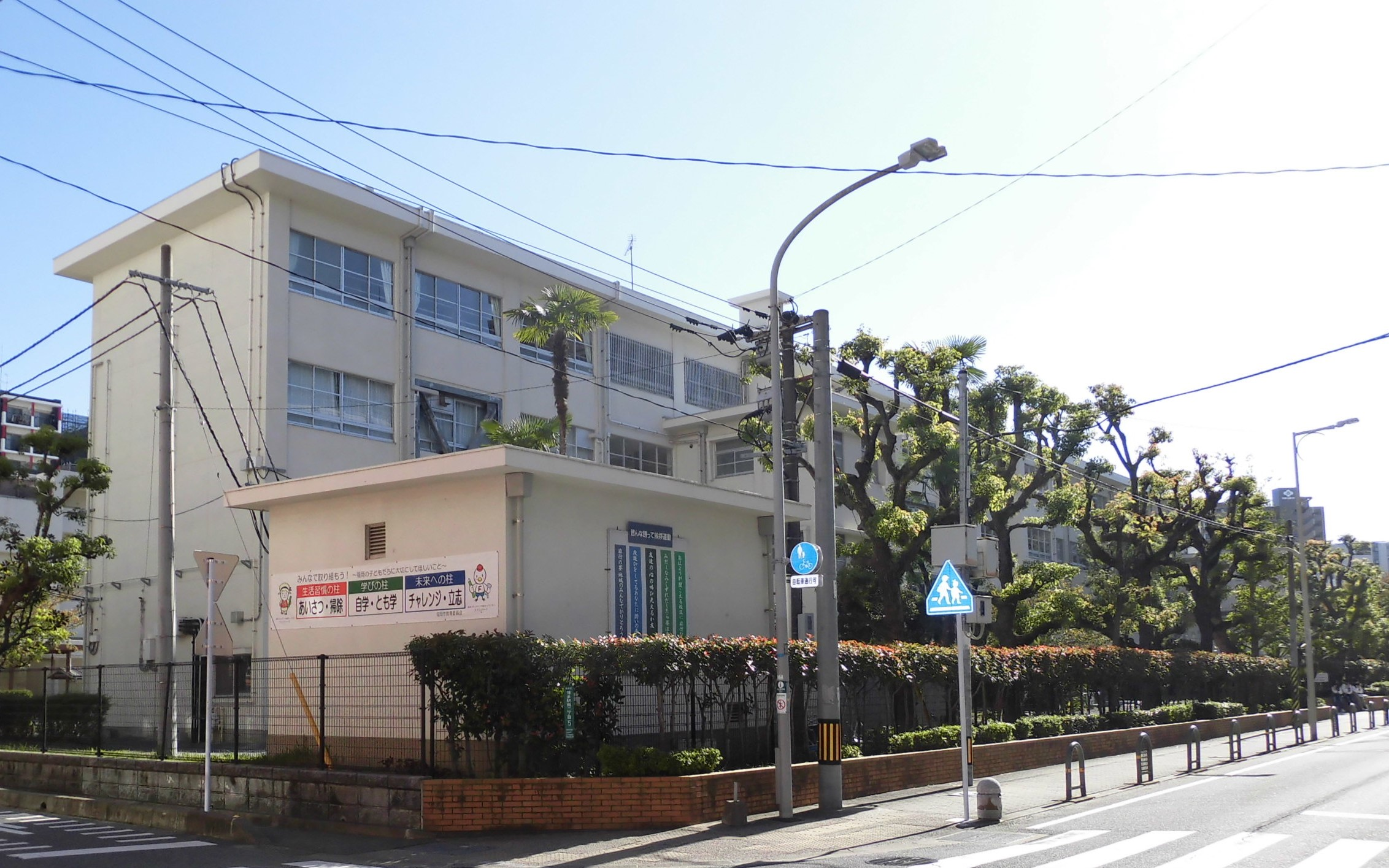
福岡市立東住吉中学校

公立の小・中学校については次の通り。

#### 小学校
町内に次の小学校がある。
- 福岡市立東住吉小学校（校区：一丁目及び二丁目）
- 福岡市立春住小学校（校区：三丁目、四丁目、五丁目1番から5番まで、11番から19番まで、21番、27番から30番まで及び六丁目8番）

また、一部の区域は町外（那珂）にある次の小学校の校区となる。
- 福岡市立那珂小学校（校区：五丁目9番、22番から26番まで、六丁目のうち8番を除く区域）

なお、五丁目6番から8番まで、10番及び20番は、春住小学校と那珂小学校の校区に分かれるため、福岡市教育委員会教育環境部通学区域課（092-711-4252）への照会が必要。

#### 中学校
町内に次の中学校がある。
- 福岡市立東住吉中学校（校区：一丁目、二丁目、三丁目、四丁目、五丁目1番から5番まで、11番から19番まで、21番、27番から30番まで及び六丁目8番）

また、一部の区域は町外（|那珂）にある次の中学校の校区となる。
- 福岡市立那珂中学校（校区：五丁目9番、22番から26番まで、六丁目のうち8番を除く区域）

#### その他の学校
また、学校法人麻生塾運営の専門学校が多数所在する。

## 名所・旧跡
- 比恵遺跡群
- 比恵遺跡

## 交通

### 道路
主な幹線道路は次の通り。

#### 国道
- 国道385号（福岡市道路愛称：竹下通り、博多区の道路愛称：筑紫口通り[注釈 12]）

#### 県道
- 福岡県道555号桧原比恵線（ひばるひえせん、福岡市道路愛称：百年橋通り）
- 福岡県道575号山田中原福岡線（やまだなかばるふくおかせん、福岡市道路愛称：竹下通り）

#### 市道
- 博多駅五十川線（）（幹線一級、福岡市道路愛称：竹下通り）
- 博多駅春日原2号線（幹線一級、福岡市道路愛称：筑紫通り）
- 上牟田清水2号線（幹線一級、福岡市道路愛称：きよみ通り）
- 博多駅草ヶ江線（幹線一級、福岡市道路愛称：筑紫通り）

### 鉄道
鉄道については、隣接する博多駅中央街に次の路線があり、相互に連結している。

#### JR九州
- 鹿児島本線博多駅
- 福北ゆたか線博多駅
- 九州新幹線博多駅

#### JR西日本
- 山陽新幹線博多駅

#### 福岡市地下鉄空港線
- 博多駅（町内の東側からは隣接する東比恵にある東比恵駅が近い。）

#### 福岡市地下鉄七隈線
- 博多駅

### バス
バスについては、西日本鉄道株式会社が運営する西鉄バスが運行しており、町内には次の停留所がある。
- 筑紫通り沿い：駅東二丁目、駅東三丁目、瑞穂（）、山王公園前（）、山王一丁目（）
- 竹下通り沿い：駅南二丁目、春住町（）、榊田町（）
- 百年橋通り沿い：駅南三丁目
- きよみ通り沿い：山王一丁目、扇町（）、きよみ立体橋東

なお、隣接する博多駅中央街には、多方面の一般路線バスのほか、九州他県および本州方面への中長距離高速バスが発着する博多バスターミナルがある。